# Kanchanahalli, Tirumakudal Narsipur
Kanchanahalli là một làng thuộc tehsil Tirumakudal Narsipur, huyện Mysore, bang Karnataka, Ấn Độ.